# Камінь-Каширський район (1940—2020)
Ка́мінь-Каши́рський райо́н — колишня територіально-адміністративна одиниця на півночі Волинської області України, з районним центром в м. Камінь-Каширський, у субрегіоні Полісся. Утворений радянським режимом 1940 р. на українських землях, які входили до складу Другої Польської Республіки. З 1941 по 1943 — у складі Райхскомісаріату Україна, 1943—1944 — територія партизанської республіки під контролем УПА. 1944 формально поновлений як район у складі СРСР, але реальна радянська влада запроваджена не раніше 1946. Без змін увійшов до складу держави Україна. Населення — понад 62 000 осіб.
На терені району 1 міська рада і 31 сільська рада, яким підпорядковується 64 населені пункти.

## Географія
Площа 1 747 км² (2-е місце у Волинській області). Головні річки — Стохід, Турія, Цир. Торф'яні болота. У районі понад двадцять озер. Серед них озеро Заболоцьке, що біля села Сошичне — карстового походження.

### Природно-заповідний фонд

#### Ботанічні заказники
Верхівський, Вутвицький (загальнодержавного значення), Грузьке болото, Залазький, Карасинський, Мочуринський, Нуйнівський, Підрічанський, Поступельський журавлинник.

#### Гідрологічні заказники
Великообзирський, Озеро Карасине, Озеро Лука, Озеро Мочурине, Озеро Озюрко, Озеро Скомирське, Озеро Сошичне, Озеро Стобихівське, Турський, Цир.

#### Загальнозоологічні заказники
Ясенівка.

#### Ландшафтні заказники
На р. Стохід 1998 створений ландшафтний заказник загальнодержавного значення «Стохід».
Бузаки, Качинський, Королівка, Мішеч, Свято-Бузаківський, Сірче, Стохід (загальнодержавного значення), Хотешівський.

#### Лісові заказники
Діброва, Карпилівський, Новочервищанський, Поступельський, Силікатний.

#### Ботанічні пам'ятки природи
Берізка, Дуб звичайний (Нуйнівське лісництво), Дуб звичайний (с. Підріччя), Смерека, Соснина.

#### Гідрологічні пам'ятки природи
Озеро Добре (загальнодержавного значення).

#### Зоологічні пам'ятки природи
Поселення бобрів, Чапля, Чорний бусел.

## Історія
Територія району належить до південно-західного Полісся. До 1569 — у складі Великого князівства Литовського, з 1648 — ліквідовано владу Речі Посполитої і запроваджено контроль у Козацької держави Богдана Хмельницького. 1667 — за умовами Андрусівської змови остаточно повернуто до складу Речі Посполитої. 1793 — анексія на користь Російської імперії. 1917—1920 — у складі УНР. 1920—1939 — у складі Польщі.
Камінь-Каширський район у роки Другої світової війни став базою УПА на Поліссі. За офіційним адміністративним поділом німецької окупаційної влади район входив до Камінь-Каширської округи, у структурі українського повстанського руху — належав до Ковельського округу групи «Північ» поліської зони. Основна ударна група розташувалася в районі села Хотешів. Головну роль у формуванні тут загонів УПА відіграли священик Олександр Білецький та стрілець Петро Маковецький («Вовчок»). Саме вони згуртували навколо себе камінь-каширську молодь, проводили велику пропагандистську роботу.
У Камінь-Каширському районі цивільні органи управління ОУН діяли в 60-70 % населених пунктів.
5 лютого 1965 Указом Президії Верховної ради Української РСР передано Видертську, Ворокомлівську, Пнівненську та Тоболівську сільради Любешівського району Волинської області до складу Камінь-Каширського району.

## Адміністративний устрій
Район поділяється на 1 міську і 31 сільську раду, що об'єднують 65 населених пунктів. Адміністративний центр — місто Камінь-Каширський.

## Економіка
Станом на 1 квітня 2010 року в районі зареєстровано 1919 суб'єктів підприємницької діяльності, в тому числі 109 малих підприємства, 1810 фізичних осіб-підприємців, а також 30 фермерських господарств. Функціонує два потужних лісогосподарських підприємства — державний і міжгосподарський лісгоспи, на яких зайнято більш як тисяча працівників. Глибока промислова криза, безробіття.

## Транспорт
Територією району проходять такі автошляхи: Р14, Т 0308 та Т 0311.
У районі є чотири зупинни пункти: Запруддя, Нуйно-Нове, Нуйно-Старе, Сосичне.

## Населення
Розподіл населення за віком та статтю (2001)
| Стать | Всього | До 15 років | 15-24 | 25-44 | 45-64 | 65-85 | Понад 85 |
| --- | ------ | ----------- | ----- | ----- | ----- | ----- | -------- |
| Чоловіки | 30 190 | 7739        | 5221  | 8904  | 5281  | 2932  | 113      |
| Жінки | 31 954 | 7387        | 5003  | 7714  | 5884  | 5654  | 312      |
| \| Статево-вікова піраміда \| Статево-вікова піраміда \| Статево-вікова піраміда \| \| ----------------------- \| ----------------------- \| ----------------------- \| \| Чоловіки \| Вік \| Жінки \| \| 113 \| 85 + \| 312 \| \| 187 \| 80-84 \| 413 \| \| 553 \| 75-79 \| 1359 \| \| 1064 \| 70-74 \| 1957 \| \| 1128 \| 65-69 \| 1925 \| \| 1165 \| 60-64 \| 1612 \| \| 978 \| 55-59 \| 1105 \| \| 1501 \| 50-54 \| 1578 \| \| 1637 \| 45-49 \| 1589 \| \| 2247 \| 40-44 \| 1971 \| \| 2043 \| 35-39 \| 1761 \| \| 2103 \| 30-34 \| 1785 \| \| 2511 \| 25-29 \| 2197 \| \| 2567 \| 20-24 \| 2476 \| \| 2654 \| 15-20 \| 2527 \| \| 2718 \| 10-14 \| 2586 \| \| 2591 \| 5-9 \| 2456 \| \| 2430 \| 0-4 \| 2345 \| |        |             |       |       |       |       |          |
| Статево-вікова піраміда |        |             |       |       |       |       |          |
| Чоловіки | Вік    | Жінки       |       |       |       |       |          |
| 113 | 85 +   | 312         |       |       |       |       |          |
| 187 | 80-84  | 413         |       |       |       |       |          |
| 553 | 75-79  | 1359        |       |       |       |       |          |
| 1064 | 70-74  | 1957        |       |       |       |       |          |
| 1128 | 65-69  | 1925        |       |       |       |       |          |
| 1165 | 60-64  | 1612        |       |       |       |       |          |
| 978 | 55-59  | 1105        |       |       |       |       |          |
| 1501 | 50-54  | 1578        |       |       |       |       |          |
| 1637 | 45-49  | 1589        |       |       |       |       |          |
| 2247 | 40-44  | 1971        |       |       |       |       |          |
| 2043 | 35-39  | 1761        |       |       |       |       |          |
| 2103 | 30-34  | 1785        |       |       |       |       |          |
| 2511 | 25-29  | 2197        |       |       |       |       |          |
| 2567 | 20-24  | 2476        |       |       |       |       |          |
| 2654 | 15-20  | 2527        |       |       |       |       |          |
| 2718 | 10-14  | 2586        |       |       |       |       |          |
| 2591 | 5-9    | 2456        |       |       |       |       |          |
| 2430 | 0-4    | 2345        |       |       |       |       |          |

## Політика
25 травня 2014 року відбулися Президентські вибори України. У межах Камінь-Каширського району була створена 61 виборча дільниця. Явка на виборах складала — 72,68 % (проголосували 31 958 із 43 968 виборців). Найбільшу кількість голосів отримав Петро Порошенко — 45,42 % (14 516 виборців); Юлія Тимошенко — 24,90 % (7 958 виборців), Олег Ляшко — 16,41 % (5 244 виборців), Анатолій Гриценко — 3,63 % (1 159 виборців), Сергій Тігіпко — 2,15 % (686 виборців). Решта кандидатів набрали меншу кількість голосів. Кількість недійсних або зіпсованих бюлетенів — 0,98 %.

## Персоналії
У селі Запруддя на початку ХХ ст. проживала одна з гілок славетної родини Косачів — О. Тесленко-Приходько, тітка Лесі Українки. Тут бувала сама поетеса, а її мати Олена Пчілка зібрала багато фольклорного матеріалу. Також знаний уродженець Камінь-Каширського району — Григорій Рафальський із села Нуйно. У першій половині XIX століття митрополит Новгородський і Санкт-Петербурзький.
- Гончарук Іван Савич — вояк УПА.

## Пам'ятки
- Перелік пам'яток історії Камінь-Каширського району
- Перелік пам'яток археології Камінь-Каширського району
- Пам'ятки архітектури Камінь-Каширського району